# 保加利亚共产党人党
保加利亚共产党人党（羅馬化：Partiya na Bulgarskite Komunisti，缩写为PBK）是保加利亚的一个共产主义政党。1999年，“争取保加利亚共产主义运动统一倡议委员会”创建保加利亚共产党“格奥尔基·季米特洛夫”；2000年1月，“保加利亚联合共产党”并入该党；2005年，“保加利亚社会党—马克思主义纲领”并入该党；2006年7月15日，改用现名。该党的意识形态是共产主义、马克思列宁主义。该党的领导人是Mincho Minchev Petrov。该党曾参与国际共产主义研讨会、共产党和工人党倡议。该党是政党联盟中立保加利亚的成员。